# Jabloňov (Věžná)
Jabloňov (německy Jabloniow) je malá vesnice, část obce Věžná v okrese Žďár nad Sázavou. Nachází se asi 1 km na západ od Věžné. V roce 2009 zde bylo evidováno 22 adres. V roce 2001 zde trvale žilo 40 obyvatel.
Jabloňov je také název katastrálního území o rozloze 2,12 km2.